# Molla Szádik

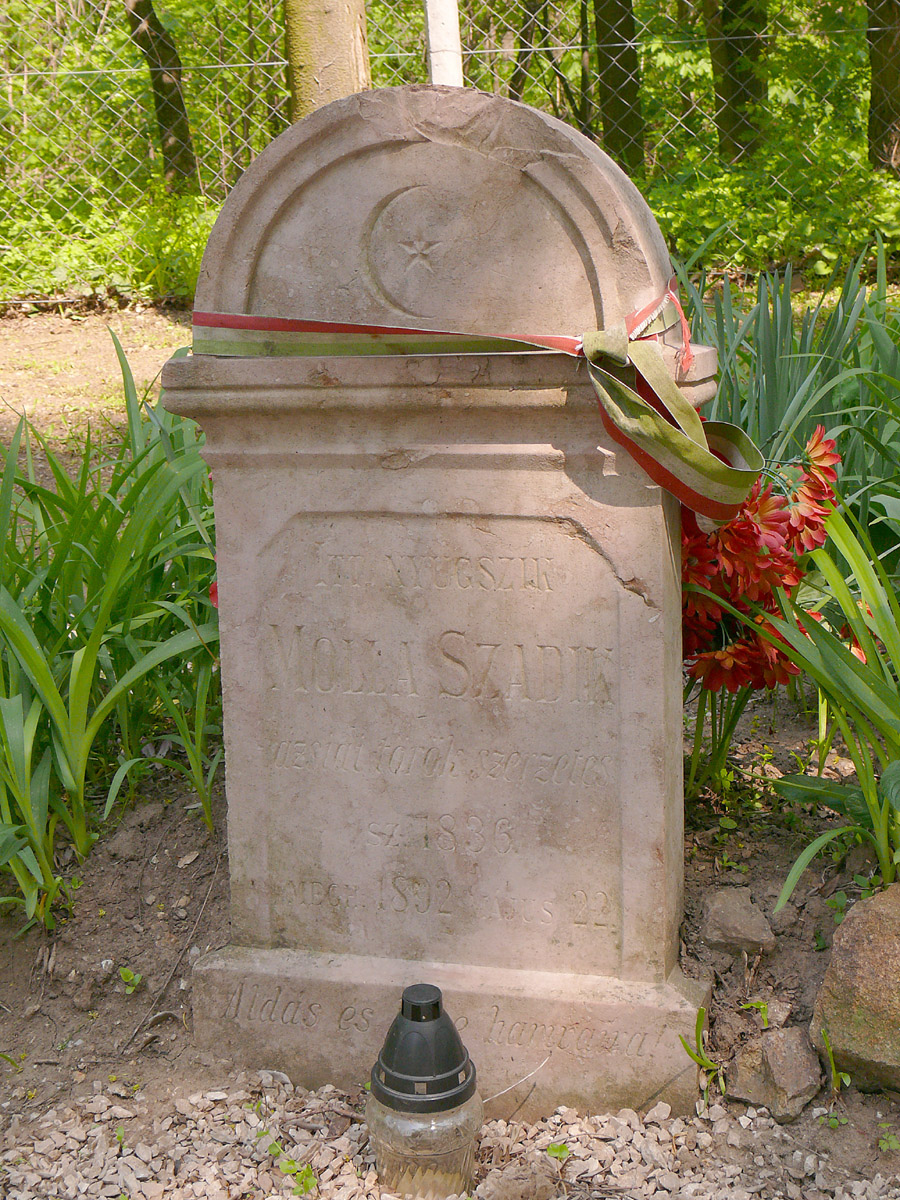
Molla Szádik sírja a velencei temetőben

Molla Szádik (más néven Csagatai Izsák vagy Molla Iszhák) tatár-üzbég származású muszlim vallástanító, a Magyar Tudományos Akadémia egykori altisztje.

## Élete
1836-ban született az Aral-tó partján. Vámbéry Ármin társaságában jött Magyarországra. 
Vámbéry leveleiből tudjuk, hogy nagyon szeretett „kóborolni.” Beutazta Magyarországot; járt Esztergomban, Gyulán, Győrben, Komáromban, Pozsonyban és másutt, eljutott Bécsbe és talán Párizsba és Londonba is.
Csagatáj nyelvre fordította Arany János Rege a Csodaszarvasról című munkáját, illetve magyarra fordított üzbég népmeséket. 1892-ben a Fejér vármegyei Velence községben halt meg. Sírja a régi nadapi út melletti református temetőben található a hátsó kapu közvetlen közelében.

## Külső hivatkozások
- Molla Szádik és sírja